# Paranotus kamerunensis
Paranotus kamerunensis är en insektsart som beskrevs av Heinrich Christian Friedrich Schumacher 1912. Paranotus kamerunensis ingår i släktet Paranotus och familjen Flatidae. Inga underarter finns listade i Catalogue of Life.